# Tondabayashi
Tondabayashi (富田林市 -shi) é uma cidade japonesa localizada na província de Osaka.
Em 2003 a cidade tinha uma população estimada em 126 343 habitantes e uma densidade populacional de 3 185,65 h/km². Tem uma área total de 39,66 km².
Recebeu o estatuto de cidade a 1 de Abril de 1950.